# Mathildella mclayi
Mathildella mclayi is een krabbensoort uit de familie van de Mathildellidae. De wetenschappelijke naam van de soort is voor het eerst geldig gepubliceerd in 2008 door Ahyong.